# 31e sessie van de Commissie voor het Werelderfgoed

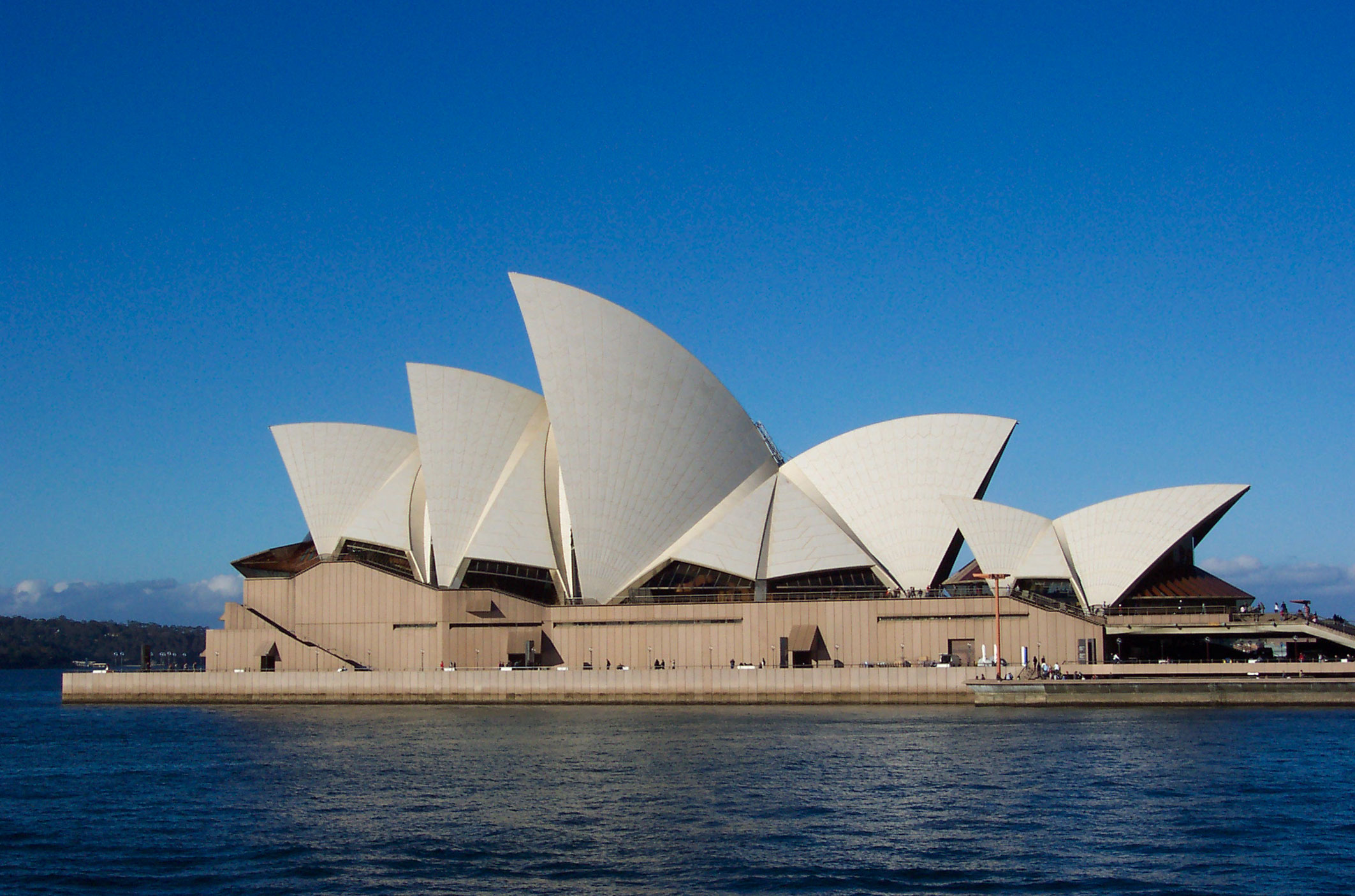
Sydney Opera House

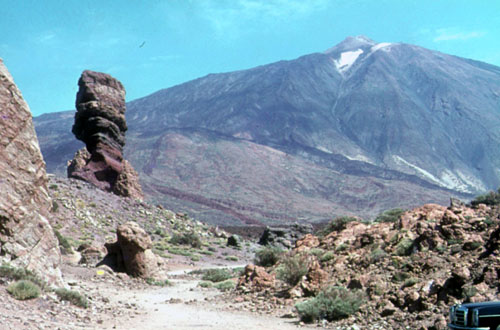
Nationaal park El Teide

De 31e sessie van de Commissie voor het Werelderfgoed vond van 23 juni tot 2 juli 2007 plaats in Christchurch in Nieuw-Zeeland.
Er werd geoordeeld over mogelijke nieuwe werelderfgoederen en over te voeren wijzigingen op de bestaande lijst. Het totale aantal beschermde sites op de Werelderfgoedlijst komt op 851.

## Nieuwe werelderfgoederen
Toegevoegde Cultuurerfgoederen:
- Australië: Sydney Opera House
- Azerbeidzjan: het cultuurlandschap met rotskunst in het Nationaal Park Gobustan
- Bosnië: Mehmed Paša Sokolovićbrug in Višegrad
- Canada: het Rideau Canal
- China: Diaolou en dorpen in Kaiping
- Frankrijk: de Port de la Lune, het historisch centrum van Bordeaux
- Griekenland: de oude stad van Korfoe
- India: het Rode Fort in Delhi
- Irak: de archeologische site van Samarra
- Japan: zilvermijn Iwami Ginzan en het omliggende landschap
- Mexico: de Universiteitsstadscampus
- Namibië: Twyfelfontein
- Servië: Gamzigrad-Romuliana, het paleis van Galerius
- Turkmenistan: de forten van de Parthen van Nisa
- Zuid-Afrika: het Richtersveld
- Zwitserland: de wijngaardterrassen van Lavaux

Toegevoegde Natuurerfgoederen:
- China: het Zuid-Chinese karstlandschap
- Madagaskar: de regenwouden van de Atsinanana
- Oekraïne en Slowakije: de «Voorhistorische beukenbossen van de Karpaten» (Vanaf 2017 echter bekend als Oude en voorhistorische beukenbossen van de Karpaten en andere regio's van Europa).
- Spanje: nationaal park El Teide
- Zuid-Korea: het vulkanische eiland Jeju

Toegevoegde Gemengde erfgoederen:
- Gabon: het ecosysteem en cultuurlandschap van Lopé-Okanda

## Gewijzigde werelderfgoederen
Uitgebreide werelderfgoederen:
- Albanië: Butrint
- Benin: de koninklijke paleizen van Abomey
- Frankrijk: de cisterciënzer Abdij van Fontenay
- Frankrijk: de Mont Saint-Michel met de omliggende baai
- Frankrijk: het Romeinse theater van Orange, daarvan de omgeving en de triomfboog van Orange
- Frankrijk: Pont du Gard
- Frankrijk: de derk van Saint-Savin-sur-Gartempe
- Frankrijk: het Kasteel van Versailles
- Frankrijk: de Basiliek Sainte-Marie-Madeleine van Vézelay op de Colline Eternelle
- Iran: Bam en het omliggende landschap
- Italië: het Domplein, het Piazza dei Miracoli, van Pisa
- Mexico: eilanden en beschermde gebieden in de Golf van Californië
- Senegal: Île Saint-Louis
- Spanje: Het oude centrum van Ávila, met de kerken buiten de muren
- Zwitserland: Jungfrau-Aletsch

Verwijderd van de werelderfgoedlijst:
- In 2007 werd het Beschermd gebied van de Arabische Oryx in Oman als eerste van de lijst verwijderd, omdat Oman had besloten het gebied 90% kleiner te maken.[2]
- In 2009 volgde het Elbedal bij Dresden in Duitsland hetzelfde lot, reden daarvoor was het aanleggen van de Waldschlösschenbrug over de Elbe.

## Bedreigd Werelderfgoed
Ten aanzien van bedreigd werelderfgoed werden de volgende beslissingen genomen:
| Land             | Werelderfgoed                   | Status     |
| ---------------- | ------------------------------- | ---------- |
| Benin            | Koninklijke paleizen van Abomey | verwijderd |
| Ecuador          | Galapagoseilanden               | nieuw      |
| Honduras         | Río Plátano                     | verwijderd |
| Iraq             | Samarra                         | nieuw      |
| Nepal            | Kathmandu-vallei                | verwijderd |
| Senegal          | Nationaal park Niokolo Koba     | nieuw      |
| Verenigde Staten | Everglades National Park        | verwijderd |

1977 · 
1978 · 
1979 · 
1980 · 
1981 · 
1982 · 
1983 · 
1984 · 
1985 · 
1986 · 
1987 · 
1988 · 
1989 · 
1990 · 
1991 · 
1992 · 
1993 · 
1994 · 
1995 · 
1996 · 
1997 · 
1998 · 
1999 · 
2000 · 
2001 · 
2002 · 
2003 · 
2004 · 
2005 · 
2006 · 
2007 · 
2008 · 
2009 · 
2010 · 
2011 · 
2012 · 
2013 · 
2014 · 
2015 · 
2016 · 
2017 · 
2018 · 
2019 · 
2020-2021 ·
2022-2023 ·
2024 ·
2025